# Ettaks strömmar
Ettaks strömmar är ett naturreservat i Tidaholms kommun i Västra Götalands län.
Området är skyddat sedan 2008 och omfattar 63 hektar. Det är beläget 9 km söder om Tidaholm och består av en nästan 6 km strömmande sträcka av ån Tidan. 

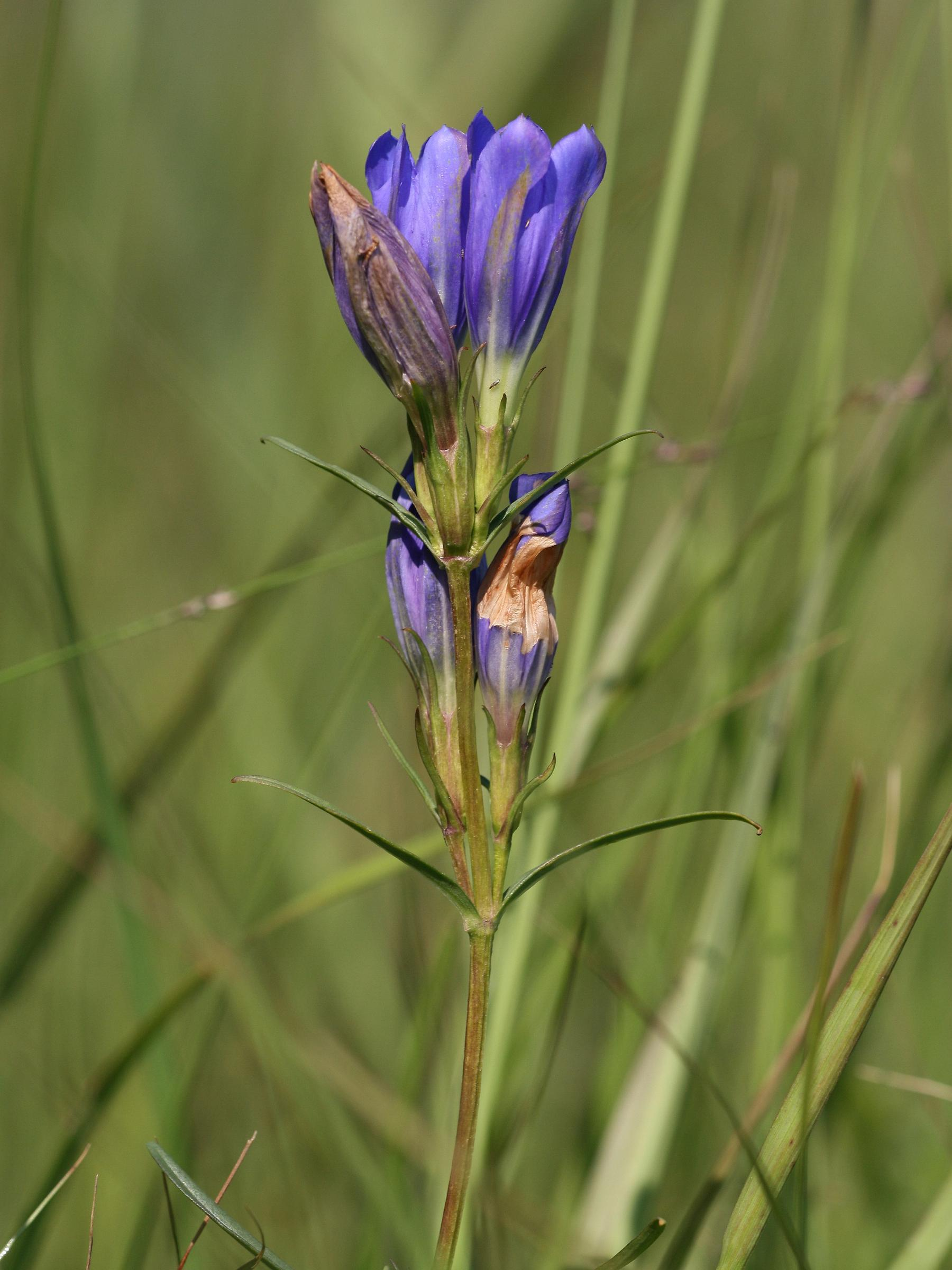
Klockgentiana

Reservatet består av själva åfåran, omgivande klibbalskog och blandskog samt en del betesmark. Förutom klibbal växer inom reservatet hägg, lönn, rönn, asp, brakved, ask, tall och gran. Bland den mera särpräglade floran är den sällsynta ormbunken, safsa. Den kallas även kungsbräken, vars blad kan bli 1,5 m långa. Klockgentiana växer på en betad fuktäng. 
Längs år finns ett rikt fågelliv med bland annat strömstare, forsärla och kungsfiskare. 
Ettaksbron ingår i det kulturhistoriskt intressanta området runt Ettaks kungsgård med bebyggelse, kulturlandskap och fornlämningar. Där ligger även Ettaks kyrkoruin.
Området ingår i EU:s ekologiska nätverk av skyddade områden, Natura 2000. 